# Wilhelmina Brinkhoff
Wilhelmina "Minie" Brinkhoff, coneguda també amb el nom de casada per Minie Brinkhoff-Nieuwenhuis (Zevenaar, 19 de desembre de 1952) va una ciclista neerlandesa, que va combinar tant la pista com la carretera i va guanyar medalles als campionats del món d'ambdues modalitats.
Es va casar amb el també ciclista Peter Nieuwenhuis.

## Palmarès
- 1972
  -  Campiona dels Països Baixos en velocitat
- 1974
  -  Campiona dels Països Baixos en velocitat